# Mieczysław Młynarski
Mieczysław „Mietek“ Młynarski (* 17. Mai 1956 in Resko; † 20. Juni 2025) war ein polnischer Basketballspieler und -trainer. Młynarski ist zu seiner aktiven Zeit einer der erfolgreichsten Punktesammler in der höchsten polnischen Spielklasse Polska Liga Koszykówki (PLK) gewesen. Er hält mit 90 erzielten Punkten den Rekord für die individuell höchste Punktausbeute in einem Spiel in der PLK und war als Nationalspieler auch der erfolgreichste Punktesammler für durchschnittlich pro Spiel erzielte Punkte bei den EM-Endrunden 1979 und 1981. Zum Ende seiner aktiven Karriere spielte Młynarski, Teilnehmer an den Olympischen Spielen 1980, in Deutschland, wo er mit dem SVD 49 Dortmund 1992 in die Basketball-Bundesliga aufstieg. Sein Sohn Sebastian Młynarski ist ebenfalls Basketballspieler unter anderem in der 2. Basketball-Bundesliga gewesen und arbeitet wie sein Vater nach dem Ende seiner aktiven Karriere auch als Basketballtrainer.

## Karriere
Młynarski wuchs in Bogatynia in der Oberlausitz auf und spielte in seiner Jugend zunächst Fußball und Handball, bevor er zum Basketball kam. Schon bald wurde er Jugend-Nationalspieler und hatte das Angebot, zu Klubs der höchsten Spielklasse zu wechseln. Er blieb jedoch in der Region und ging mit seiner Familie mit 17 Jahren ins niederschlesische Wałbrzych, wo er mit Górnik 1974 in die höchste Spielklasse Polska Liga Koszykówki (PLK) aufstieg und von Beginn an zu den besten Punktesammlern zählte. Nach der Junioren-Europameisterschaft 1974 zählte Młynarski auch ab 1975 zum Kader der polnischen Herren-Nationalmannschaft, wo er jedoch zunächst im Schatten von Edward Jurkiewicz stand und erst bei Basketball-Europameisterschaft 1979 in einem Endrundenkader stand. Nach zwei Auftaktniederlagen in der Vorrunde gegen die späteren Medaillengewinner Israel und Jugoslawien reichte es für die polnische Auswahl nach dem Sieg in der Platzierungsrunde nur zum siebten Rang. Młynarski war mit durchschnittlich knapp 27 Punkten pro Spiel der erfolgreichste Punktesammler des Turniers vor Miki Berkovich und Wayne Brabender. Nach dem Olympiaboykott 1980 verschiedener westlicher Staaten rutschte Polen in das Teilnehmerfeld des olympischen Basketballturniers. Nach zwei klaren Auftaktniederlagen gegen den späteren Vierten Spanien und den späteren Olympiasieger Jugoslawien belegte die polnische Auswahl nach dem Gewinn der Platzierungsrunde erneut den siebten Platz. Młynarski war mit 26 Punkten pro Spiel drittbester durchschnittlicher Punktesammler des Turniers. Beim EM-Endrundenturnier 1981 verhinderten zwei Auftaktniederlagen gegen Titelverteidiger Sowjetunion und Olympiasieger Jugoslawien letztlich die Teilnahme an der Finalrunde, da noch ein weiteres Vorrundenspiel gegen Italien verloren wurde. Polen wurde erneut Sieger der Platzierungsrunde und Młynarski für den EM-Siebten mit gut 23 Punkten pro Spiel erneut Topscorer des Turniers vor Berkovich und Nikos Galis.
In der PLK zählte Górnik Wałbrzych zu Beginn der 1980er Jahre mit Młynarski zu den Spitzenmannschaften. Nach dem verlorenen Finale im Pokalwettbewerb 1979 wurde Młynarski 1980 und 1981 Topscorer der höchsten Spielklasse. 1981 reichte es für Górnik auch zur Vizemeisterschaft hinter Titelverteidiger Śląsk Wrocław. Ein Jahr später konnte die Mannschaft vor Lech Posen die erste Meisterschaft für den Verein nach Niederschlesien holen. In der Saison 1982/83 hatte Młynarski am 10. Dezember 1982 bereits 44 Punkte zur Halbzeit im Spiel gegen Pogoń Stettin erzielt, worauf man sich entschloss, den zwölf Jahre alten Punkterekord von Jurkiewicz anzugreifen. Am Ende konnte der große Flügelspieler mit 90 Punkten Jurkiewicz’ Rekord von 1970 um sechs Punkte übertreffen, obwohl es damals noch keine drei Punkte für erfolgreiche Würfe von hinter der später eingeführten Dreipunktelinie gab. Am Saisonende konnte Górnik jedoch den Titel nicht verteidigen und wurde hinter Lech Posen Vizemeister. Młynarski nahm mit der Nationalmannschaft noch einmal an einem EM-Endrundenturnier 1983 teil, bei dem die polnische Auswahl jedoch nur ein Vorrundenspiel gewann und am Ende Neunter wurde. Młynarski war zwar mit knapp 16 Punkten pro Spiel mannschaftsinterner Topscorer, doch unter den besten Korbschützen des Turniers war er nicht ganz vorne zu finden. 1984 verteidigte Młynarski seinen Titel als Topscorer der PLK und gewann diese Wertung zum vierten Mal, doch seine Mannschaft gehörte am Saisonende nicht mehr zu den drei besten Mannschaften der Liga. Erst 1986 wurde Górnik ein weiteres Mal Vizemeister hinter Zagłębie Sosnowiec. Ein Jahr später ging Młynarski nach 14 Jahren bei Górnik zu Lech Posen, mit denen er 1988 Dritter der PLK wurde, als Górnik seinen zweiten Meisterschaftstitel gewann.
Młynarski hatte bereits früher, als er beispielsweise 1981 in eine Auswahl der besten Spieler Europas berufen wurde, Angebote aus Spanien gehabt. Wegen seiner familiären Situation kehrte er jedoch nach Polen zurück. 1988 blieb er nach einer genehmigten Auslandsreise im westlichen Ausland. Da keine Genehmigung des polnischen Verbandes vorlag und damit zunächst auch keine Spielberechtigung der FIBA, setzte er seine Karriere beim SV Derne 49 in Dortmund fort, der damals in der viertklassigen 2. Regionalliga spielte. Mit Młynarski stieg der Verein dreimal hintereinander, mit einem Jahr Unterbrechung in der 2. Basketball-Bundesliga, auf und spielte in der Basketball-Bundesliga 1992/93 in der höchsten deutschen Spielklasse, in der sich der Verein jedoch nicht halten konnte. Man zog sich in die Regionalliga zurück, aus der der Verein noch einmal 1994 in die 2. Basketball-Bundesliga aufstieg. Młynarski beendete jedoch mit 38 Jahren seine aktive Karriere und spielte nur noch unterklassig in Hagen, wo er auch als Jugendtrainer arbeitete. Schließlich kehrte er 1997 in seine polnische Heimat zurück, wo er in Wałbrzych weiter als Jugendtrainer arbeitete. Als Trainer der ersten Herrenmannschaft führte der den Verein noch einmal 2008 in die höchste Spielklasse zurück, in der sich Górnik aber in der Saison 2008/09 nach nur fünf Siegen in 24 Spielen nicht halten konnte und wieder abstieg. Sein Sohn Sebastian war in Deutschland geblieben und spielte als Basketballspieler für verschiedene Vereine im Ruhrgebiet, unter anderem auch für die BG Hagen, später Phoenix, in der 2. Basketball-Bundesliga. Nach dem Ende von dessen aktiver Karriere wurde Sebastian auch Trainer der ersten Mannschaft des SVD 49 in der nun fünftklassigen 2. Regionalliga.